# Combat des livres
Le Combat des livres est un concours radiophonique canadien.

## Le concept
L'idée originale provient de la CBC qui a présenté le Canada reads en 2002. Cinq panélistes s'affrontent afin de déterminer le livre gagnant.
Des débats d'une heure sont organisés à chaque jour, durant une semaine. Les panélistes discutent, argumentent et répliquent aux critiques de leurs adversaires afin de faire valoir la « supériorité » de leur livre. Après chaque joute, les 5 panélistes votent pour un livre à éliminer. Ainsi, à la fin de la semaine, un seul livre est proclamé gagnant. Les panélistes dont le livre est éliminé continuent de voter, ce qui occasionne stratégies et alliances entre les joueurs. 
Il est implicite dans le concours que les livres choisis sont de bons livres et que le gagnant n'est pas le « meilleur ». Le but est de promouvoir la littérature et d'organiser un happening autour de l'évènement radiophonique. Les auditeurs sont invités à s'exprimer sur le site web afin de donner leur opinion ou de soumettre des arguments en faveur de leur livre préféré.
Le concept fut repris en 2004 à la Première Chaîne de Radio-Canada dans le cadre de l'émission Indicatif présent de Marie-France Bazzo. En 2007, l'animatrice Christiane Charette prend la relève dans son émission éponyme. En 2012, Marie-Louise Arsenault décide d'insérer le combat dans son émission Plus on est de fous, plus on lit!. De 2015 à 2017, il n'y a pas de concours. Puis, en 2018, le concours devient national. 5 livres, provenant de cinq régions: Atlantique, Ouest, Québec, Ontario et Territoires autochtones, sont présentés.

## Les livres
Les livres sont le choix personnel des débatteurs et présentent une large palette de couleurs littéraires. Jusqu'à maintenant, tous les livres choisis sont canadiens.

### Édition 2004
- Gagnant : Un dimanche à la piscine à Kigali de Gil Courtemanche, défendu par Laure Waridel
  - L'Histoire de Pi de Yann Martel, défendu par Louise Forestier
  - La Petite Fille qui aimait trop les allumettes de Gaétan Soucy, défendu par Micheline Lanctôt
  - Une histoire américaine de Jacques Godbout, défendu par Gérald Larose
  - La Servante écarlate de Margaret Atwood, défendu par Julius Grey

### Édition 2005
- Gagnant : L'Avalée des avalés de Réjean Ducharme, défendu par Sophie Cadieux
  - À la hauteur de Grand Central Station, je me suis assise et j’ai pleuré de Elizabeth Smart, défendu par Dennis Trudeau
  - Thérèse et Pierrette à l'école des Saints-Anges de Michel Tremblay, défendu par Monique Simard
  - Dolce agonia de Nancy Huston, défendu par Réjean Thomas
  - La Chair disparue de Jean-Jacques Pelletier, défendu par alain Lefèvre

### Édition 2006
- Gagnant : La Femme de ma vie de Francine Noël, défendu par Françoise Guénette
  - Un petit pas pour l'homme de Stéphane Dompierre, défendu par Louis-José Houde
  - Comment devenir un monstre de Jean Barbe, défendu par Lucie Laurier
  - Une coquille de silence de Frances Itani, défendu par Maureen McTeer
  - Prochain Épisode d’Hubert Aquin, défendu par Pierre Lebeau

### Édition 2007
- Gagnant : L'Iguane de Denis Thériault, défendu par Dominique Lévesque
  - Le Poids des ombres de Marie Laberge, défendu par Pauline Marois
  - Vamp de Christian Mistral, défendu par Biz
  - D'où viens-tu berger ? de Mathyas Lefebure, défendu par Robert Frosi
  - Self de Yann Martel, défendu par Sheila Copps

### Édition 2008
- Gagnant : La Logeuse d'Éric Dupont, défendu par Nicolas Langelier
  - Une saison dans la vie d'Emmanuel de Marie-Claire Blais, défendu par Serge Denoncourt
  - Le Monde de Barney de Mordecai Richler, défendu par Anne Lagacé Dowson
  - La Détresse et l'Enchantement de Gabrielle Roy, défendu par Sophie Faucher
  - La Concierge du Panthéon de Jacques Godbout, défendu par Bernard Landry

### Édition 2009
- Gagnant : Parfum de poussière de Rawi Hage, défendu par Brendan Kelly
  - Mistouk de Gérard Bouchard, défendu par Raymond Gravel
  - La fabrication de l'aube de Jean-François Beauchemin, défendu par Emmanuel Bilodeau
  - Vandal Love de D. Y. Béchard, défendu par Esther Bégin
  - Borderline de Marie-Sissi Labrèche, défendu par Janette Bertrand

### Édition 2010
- Gagnant : L'Énigme du retour de Dany Laferrière, défendu par Françoise David
- Le Survenant de Germaine Guèvremont, défendu par Christian Dufour (4e éliminé)
- Le Cantique des plaines de Nancy Huston, défendu par Christopher Hall (3e éliminé)
- L'Homme invisible/Invisible Man de Patrice Desbiens, défendu par Thomas Hellman (1er éliminé)
- Comment devenir un ange de Jean Barbe, défendu par Marie-Soleil Michon (2e éliminé)

### Édition 2011
- Gagnant: L'Homme blanc de Perrine Leblanc, défendu par Geneviève Guérard
- L'École des films de David Gilmour, défendu par Anne-France Goldwater (4e éliminé)
- Mère-Solitude d’Émile Olivier, défendu par JiCi Lauzon (3e éliminé)
- Le Train pour Samarcande de Danielle Trussart, défendu par Djemila Benhabib (2e éliminé)
- Comment faire l’amour avec un nègre sans se fatiguer de Dany Laferrière, défendu par Patrick Lagacé (1er éliminé)

### Édition 2012
- Gagnant: La petite et le vieux de Marie-Renée Lavoie, défendu par Yves Lamontagne
- Chroniques de Jérusalem de Guy Delisle, défendu par Gildor Roy
- Le sourire de la petite juive de Abla Farhoud, défendu par Nabila Ben Youssef
- La voleuse d'hommes de Margaret Atwood, défendu par Tasha Kheiriddin

### Édition 2013
- Gagnant: Aminata, de Lawrence Hill, défendu par Thomas Hellman
- Il pleuvait des oiseaux de Jocelyne Saucier, défendu par Geneviève Guérard
- La Ballade de Baby (en) de Heather O'Neill, défendu par Brendan Kelly
- Arvida de Samuel Archibald, défendu par Bernard Landry
- La fiancée américaine de Éric Dupont, défendu par Dominique Lévesque

### Édition 2014
- Gagnant: La Belle Bête, de Marie-Claire Blais, défendu par Paul Cargnello
- Adieu, Betty Crocker de François Gravel, défendu par Pauline Martin
- L'équilibre du monde de Rohinton Mistry, défendu par Azeb Wolde-Giorghis
- Ru de Kim Thúy, défendu par Jean-François Chicoine

### Édition 2018
- Gagnant: Ligne brisée, de Katherena Vermette, défendu par Naomi Fontaine
- C'est le coeur qui lâche en dernier de Margaret Atwood, défendu par Russell Smith
- Le jeu de la musique, de Stéfanie Clermont, défendu par Philippe-Audrey Larrue-St-Jacques
- Le club des miracles relatifs, de Nancy Huston, défendu par Ibrahima Diallo
- Écorchée, de Sara Tilley, défendu par Antonine Maillet

### Édition 2019
- Gagnant: Sans capote ni kalachnikov, de Blaise Ndala, défendu par Marie-Maude Denis
- Pour sûr, de France Daigle, défendu par Édith Butler
- Manikanetish, de Naomi Fontaine, défendu par Stanley Vollant
- De synthèse, de Karoline Georges, défendu par Manal Drissi
- Pauvres petits chagrins, de Miriam Toews, défendu par Deni Ellis Béchard

### Édition 2020
- Gagnant: Un lien familial, de Nadine Bismuth, défendu par France D'Amour
- La mauvaise mère, de Marguerite Andersen, défendu par Dominique Demers
- Moncton mantra, de Gérald Leblanc, défendu par Julie Aubé
- Le soleil du lac qui se couche, de J. R. Léveillé, défendu par Alpha Toshineza
- Cheval Indien, de Richard Wagamese, défendu par Romeo Saganash